# Big TV
Big TV — третий студийный альбом британской инди-рок группы White Lies, релиз которого состоялся 12 августа 2013 года на лейбле Fiction Records.

## Об альбоме
Альбом был выпущен в стандартном издании включая 12 новых композиций, и в делюкс, где помимо всех новых песен, вошло несколько демо записей. «Big TV» был также выпущен в цифровом формате и на виниловой пластинке.
В качестве обложки для диска группа использовала картину «Pilot 2» художника Майкла Кегана.
В качестве первого сингла из альбома был выпущен трек «There Goes Our Love Again». Сингл впервые поклонники смогли услышать 18 июля 2013 года в эфире шоу Зейна Лоу на BBC Radio 1, а официально сингл вышел 5 августа того же года. Перед выходом альбома White Lies загрузили на свой профиль SoundCloud две композиции из альбома для бесплатного скачивания: «Getting Even» и «Change».

## Список композиций
| №   | Название                    | Длительность |
| --- | --------------------------- | ------------ |
| 1.  | «Big TV»                    | 5:27         |
| 2.  | «There Goes Our Love Again» | 3:36         |
| 3.  | «Space I»                   | 0:48         |
| 4.  | «First Time Caller»         | 3:34         |
| 5.  | «Mother Tongue»             | 3.23         |
| 6.  | «Getting Even»              | 4:56         |
| 7.  | «Change»                    | 4:51         |
| 8.  | «Be Your Man»               | 4:23         |
| 9.  | «Space II»                  | 1:10         |
| 10. | «Tricky To Love»            | 4:17         |
| 11. | «Heaven Wait»               | 4:42         |
| 12. | «Goldmine»                  | 3:56         |

| №   | Название                           | Длительность |
| --- | ---------------------------------- | ------------ |
| 13. | «Big TV» (Demo)                    | 5:38         |
| 14. | «There Goes Our Love Again» (Demo) | 3:16         |
| 15. | «First Time Caller» (Demo)         | 3:34         |
| 16. | «Mother Tongue» (Demo)             | 3:51         |
| 17. | «Getting Even» (Demo)              | 4:46         |
| 18. | «Be Your Man» (Demo)               | 5:05         |
| 19. | «Tricky To Love» (Demo)            | 3:54         |

## Даты релиза
| Страна | Дата            | Лейбл                 | Формат     |
| ------ | --------------- | --------------------- | ---------- |
| Европа | 12 августа 2013 | Fiction Records       | CD, LP, ЦД |
| США    | 20 августа 2013 | Harvest Records       | CD, LP, ЦД |
| Канада | 20 августа 2013 | Universal Music Group | CD, LP, ЦД |

## Чарты
| Чарт (2013)        | Позиция |
| ------------------ | ------- |
| Австрия            | 23      |
| Бельгия (Фландрия) | 14      |
| Бельгия (Валлония) | 38      |
| Великобритания     | 4       |
| Германия           | 19      |
| Дания              | 10      |
| Ирландия           | 41      |
| Нидерланды         | 12      |
| Польша             | 26      |
| Франция            | 129     |
| Швейцария          | 3       |
| Швеция             | 55      |
| Шотландия          | 11      |